# 가메오카촌 (야마가타현)
가메오카촌(亀岡村)은 야마가타현 히가시오키타마군에 있던 촌이다. 현재 다카하타정 중심부의 남서쪽, 오우본선 다카하타역의 동쪽 일대에 해당한다.

## 역사
- 1889년 4월 1일 - 정촌제 시행에 의해 4촌의 구역을 가지고 성립하였다.
- 1954년 10월 1일 - 다카하타정, 야시로촌, 니이주쿠촌, 와다촌과 합병해 다카하타정이 성립. 동일 니이주쿠촌은 폐지되었다.

## 교통

### 철도
- 야마가타 교통
  - 다카하타선

위 외에도 오우본선이 촌을 통과했지만 역은 존재하지 않았다. 누카노메역(현 다카하타역)이 가까이에 위치.

## 교통
현재는 구촌 지역을 요네자와 난요도로가 지나가지만, 당시에는 미개통 상태였다.

## 참고문헌
- 角川日本地名大辞典 6 山形県